# 尤利娅·别列希尔德
尤利娅·别列希尔德 （俄语：Ю́лия Серге́евна Переси́льд，1984年9月5日—）是俄羅斯一位舞台和电影演员。2021年10月5日，尤利娅·别列希尔德乘坐联盟MS-19前往國際空間站拍攝電影。同年10月17日返回地球。